# Доњи Дрежањ
Доњи Дрежањ је насељено мјесто у општини Невесиње, Република Српска, БиХ. Према попису становништва из 1991. у насељу је живјело 121 становника.

## Становништво
| Демографија | Демографија | Демографија |
| Година      | Становника  | Становника  |
| ----------- | ----------- | ----------- |
| 1961.       | 251         |             |
| 1971.       | 205         |             |
| 1981.       | 171         |             |
| 1991.       | 121         |             |

## Знамените личности
- Обрен Ивковић (Доњи Дрежањ код Невесиња, 19. октобар 1911 — Доњи Дрежањ, 17. јуни 1972), генерал-мајор и народни херој Југославије